# Provinz Bié
Bié ist eine Provinz im geografischen Zentrums des afrikanischen Staates Angola mit 1,7 Millionen Einwohnern (Stand 2019).

## Geografie und Geologie
Die Provinz liegt im Hochland von Bié, wo viele der wichtigsten Flüsse des Landes entspringen, etwa der Cuanza. Sie verfügt über Mineralvorkommen wie Quarz, Magnetit, Hämatit, Diamanten und Gold.

## Bevölkerung
Der Zensus 2014 ergab eine Bevölkerung von rund 1,46 Mio. Die Schätzung für 2019 beträgt 1,7 Mio. Einwohner. Die Bevölkerung gehört zum größten Teil der Ethnie der Ovimbundu an. Hier hat die frühere Befreiungsbewegung und jetzige politische Partei UNITA ihre ursprünglichen Wurzeln. Ihr Gründer und langjähriger Anführer, Jonas Savimbi, stammte aus dieser Provinz. Der gegenwärtige UNITA-Präsident Isaías Samakuva stammt aus der Stadt Kunje in Bié.

## Geschichte
Im Jahr 1560 erreichte der erste Portugiese, Pater Gonçalo da Silveira, Bié. 1772 wurde von Portugal der erste „Capitão-mor“ für Bié ernannt. 1890 rebellierte die Bevölkerung von Bié, angeführt von König Dunduma, gegen die Kolonialmacht. Am 1. November 1890 fand der erste Kampf zwischen beiden Gruppen statt, der drei Wochen später mit der Einnahme der Rebellenhauptstadt Ecovongo und der Festnahme des Königs endete. Dunduma wurde nach Mosambik verbannt und durch Soba Kapoco ersetzt. Am 1. Mai 1922 wurde der Distrikt Bié geschaffen. Während des Bürgerkriegs in Angola fanden in der Provinz große Zerstörungen statt, besonders in Kuito. Bié gilt als die am stärksten beschädigte Provinz des Bürgerkriegs, der von 1975 bis 2002 andauerte. Seit etwa 2005 verläuft der Wiederaufbau verstärkt. Auch die Benguelabahn quert inzwischen wieder die Provinz.

## Politik
Die Bevölkerung geht weiterhin auf Distanz zur MPLA-Regierung; bei den Wahlen im August 2012 erhielt hier die UNITA einen Stimmenanteil von 36 %  – den höchsten, den sie in einer Provinz erreicht hat.

## Verwaltung
Die Provinz Bié hat eine Fläche von 70.314 km² und eine geschätzte Bevölkerungszahl von etwa 1,5 Millionen Einwohnern (Stand 2014), nach etwa einer Million im Jahr 1988.
Die Hauptstadt der Provinz ist Kuito, das unter der Kolonialverwaltung den portugiesischen Ortsnamen Silva Porto trug.
Bis zur Gebietsreform 2024 setzte sich die Provinz Bié aus 9 Kreisen (Municípios) mit 38 Gemeinden (Comunas) zusammen, heute sind es 19 Landkreise mit 30 Gemeinden:
- Andulo
- Belo Horizonte (seit 2024)
- Camacupa
- Calucinga (seit 2024)
- Cambândua (seit 2024)
- Catabola
- Chicala (seit 2024)
- Chipeta (seit 2024)
- Chinguar
- Chitembo
- Cuemba
- Cunhinga
- Kuito
- Luando (seit 2024)
- Lúbia (seit 2024)
- Mumbué (seit 2024)
- N’harea
- Ringoma (seit 2024)
- Umpulo (seit 2024)